# HD 176051
HD 176051 är en dubbelstjärna belägen i den mellersta delen av stjärnbilden Lyran. Den har en kombinerad skenbar magnitud av ca 5,20 och är svagt synlig för blotta ögat där ljusföroreningar ej förekommer. Baserat på parallaxmätning inom Hipparcosuppdraget på ca 67,2 mas, beräknas den befinna sig på ett avstånd på ca 49 ljusår (ca 15 parsek) från solen. Den rör sig närmare solen med en heliocentrisk radialhastighet på ca -47 km/s och beräknas i perihelion ligga så nära jorden som 17 ljusår om ca 269 000 år.

## Egenskaper
Primärstjärnan HD 176051 A är en gul till vit stjärna i huvudserien av spektralklass G0 V. Den har en massa som är ca 1,1 solmassor, en radie som är ca 1,2 solradier och har ca 1,7 gånger solens utstrålning av energi från dess fotosfär vid en effektiv temperatur av ca 6 000 K.
HD 176051 är en spektroskopisk dubbelstjärna där paret kretsar kring varandra med en omloppsperiod av 22 423 dygn (61,4 år) och med en excentricitet på 0,25. Jämfört med solen har de en något lägre andel av elementen tyngre än helium. Följeslagaren, av spektralklass K1 V, har en massa som uppskattas till 0,71 solmassor.

## Planetsystem
En exoplanet som kretsar kring en av stjärnorna upptäcktes genom astrometriska observationer. Det är dock inte känt (2020) vilken av stjärnorna som planeten kretsar kring. Om planeten kretsar kring primärstjärnan är dess massa 2,26 jupitermassor och a = 2,02 AE.
| Planet | Massa        | Halv storaxel (AE) | Siderisk omloppstid (d) | Excentricitet | Inklination | Radie |
| ------ | ------------ | ------------------ | ----------------------- | ------------- | ----------- | ----- |
| b      | 1,5 ± 0,3 MJ | 1,76               | 1 016 ± 40              | 0             | -           | -     |